# 서울청운초등학교
서울청운초등학교는 대한민국 서울특별시 종로구 청운동에 있는 공립 초등학교이다.

## 학교 연혁
- 1923년 4월 1일 청운공립보통학교 개교(12학급)
- 1938년 4월 1일 경성청운공립심상소학교로 개칭[1]
- 1941년 4월 1일 경성청운공립국민학교로 개칭[2]
- 1945년 10월 31일 제1대 박완서 교장 취임
- 1976년 6월 22일 본관 목조건물 철거 증측(11교실)
- 1996년 3월 1일 서울청운초등학교로 개칭[3]
- 1998년 1월 31일 교실선진화 시설 완료
- 2005년 1월 31일 교사 재건축 공사 완공
- 2006년 8월 31일 보건실 현대화 사업
- 2008년 6월 11일 제20대 이희송 교장 취임(37학급 편성)
- 2018년 5월 29일 병설유치원 개원
- 2022년 2월 10일 제98회 졸업식(누계 39,187명)
- 2022년 3월 1일 제25대 김희영 교장 취임(26학급 편성)

## 학교 상징
- 교화 : 장미 - 희망, 사랑, 밝은 마음
- 교목 : 은행나무 - 당당함, 강인함

## 참고 자료
- 서울청운초등학교 - 한국교육학술정보원 학교알리미